# Хор (сезон 6)
«Хор» (англ. Glee) — американский телевизионный сериал, выходящий на канале FOX с 19 мая 2009 года, и рассказывающий о хоре «Новые направления» вымышленной школы имени Уильяма МакКинли в городе Лайма, штат Огайо. Шестой сезон включает 13 серий, вышедших в США с 9 января по 20 марта 2015 года.

## Производство
19 апреля 2013 представитель канала FOX Кевин Рейли объявил о продлении сериала на пятый и шестой сезон. В октябре 2013 создатель проекта Райан Мёрфи заявил, что шестой сезон станет последним, а летом 2014 было официально подтверждено, что он будет состоять из 13 серий. Съёмки начались 3 сентября, а в ноябре канал сообщил, что эпизоды будут выходить по пятницам с 9 января по 20 марта 2015.

## Актёры
В основной актёрский состав шестого сезона вошли Лиа Мишель (Рэйчел Берри), Крис Колфер (Курт Хаммелл), Даррен Крисс (Блэйн Андерсон), Корд Оверстрит (Сэм Эванс), Кевин Макхейл (Арти Абрамс), Эмбер Райли (Мерседес Джонс), Мэттью Моррисон (Уилл Шустер), Джейн Линч (Сью Сильвестр) и Дот-Мари Джонс (Шеннон/Шелдон Бист).
Ная Ривера (Сантана Лопез), Хизер Моррис (Бриттани С. Пирс), Дианна Агрон (Куинн Фабре), Марк Саллинг (Ноа «Пак» Пакерман), Дженна Ашковиц (Тина Коэн-Ченг) и Гарри Шам-младший (Майк Чанг) вернулись как приглашённые звезды.
В роли учеников МакКинли выступили Бекка Тобин (Китти), Ноа Гатри (Родерик), Саманта Уэр (Джейн), Маршалл Уильямс (Спенсер), Билли Льюис-младший (Мейсон) и Лора Дрейфус (Мэдисон).
| Основной состав Лиа Мишель — Рэйчел Берри (13 серий) Даррен Крисс — Блэйн Андерсон (12) Крис Колфер — Курт Хаммел (12) Корд Оверстрит — Сэм Эванс (12) Мэттью Моррисон — Уилл Шустер (12) Джейн Линч — Сью Сильвестр (12) Дот Джонс — Шеннон/Шелдон Бист (8) Кевин Макхейл — Арти Абрамс (7) Эмбер Райли — Мерседес Джонс (7) | Второстепенные персонажи и приглашенные звезды Ноа Гатри — Родерик Микс (12 серий) Лора Дрейфус — Мэдисон Маккарти (11) Билли Льюис-младший — Мейсон Маккарти (11) Саманта Мэри Уэр — Джейн Хэйворд (11) Маршалл Уильямс — Спенсер Портер (11) Бекка Тобин — Китти Уайлд (9) Макс Адлер — Дэйв Карофски (7) Майко Оливер — Скайлар (7) Лорен Поттер — Бекки Джексон (6) Макс Джордж — Клинт (6) Ная Ривера — Сантана Лопез (5) Хизер Моррис — Бриттани Пирс (5) Дженна Ашковиц — Тина Коэн-Чанг (5) Марк Саллинг — Ноа Пакерман (5) Брэд Эллис — Брэд (5) Гарри Хэмлин — Уолтер (4) Кристофер Казинс — Боб Харрис (4) Джей Джей Тота — Майрон Масковиц (4) Финнеас О’Коннелл — Алистер (4) Икбал Теба — Директор Фиггинс (4) Дианна Агрон — Куинн Фабре (3) Джейма Мэйс — Эмма Пиллсбери-Шустер (3) Майк О’Мэлли — Берт Хаммел (3) Ивонн Колл — Алма Лопез (2) Джастин Прентис — Дарелл (2) Билл А. Джонс — Род Ремингтон (2) Сэмюэл Ларсен — Джо Харт (2) Ванесса Ленгиз — Шугар Мотта (2) Алекс Ньюэлл — Уэйд «Юник» Адамс (2) Роми Роузмонт — Кэрол Хадсон-Хаммел (2) Гарри Шам-мл. — Майк Чанг (2) Джессалин Гилсиг — Терри Шустер (2) Дижон Тэлтон — Мэтт Разерфорд (2) Дженнифер Кулидж — Уитни Пирс (2) Кен Джонг — Пирс Пирс (2) Джонатан Грофф — Джесси Сент-Джеймс (2) Херальдо Ривера — камео (2) Брайан Стокс Митчелл — Лерой Берри (1) Глория Эстефан — Марибель Лопез (1) Джина Гершон — Пэм Андерсон (1) Кэрол Бёрнетт — Дорис Сильвестр (1) Майкл Хичкок — Далтон Румба (1) Нини Ликс — Роз Вашингтон (1) Арлин Дэвис — Андреа Кармайкл (1) Джейкоб Артист — Джейк Пакерман (1) Блейк Дженнер — Райдер Линн (1) Эшли Финк — Лорен Зайзис (1) Кент Авенидо — Ховард Бамбу (1) Майкл Болтон — камео (1) Кэрни Уилсон — камео (1) Эндрю Рэннеллс — камео (1) |

## Эпизоды
| № | Премьера        | Оригинальное название              | Русское название               | Сценарист                             | Режиссёр                  |
| --- | --------------- | ---------------------------------- | ------------------------------ | ------------------------------------- | ------------------------- |
| 109 (6.01) | 9 января 2015   | Loser Like Me                      | Лузер, как я                   | Райан Мёрфи, Брэд Фэлчак, Иэн Бреннан | Брэдли Бакер              |
| После провала своего телешоу Рэйчел возвращается в Лайму, где узнаёт о разводе родителей и закрытии всех программ по искусству в школе Маккинли, которой заправляет Сью. Сэм Эванс работает помощником тренера Бист. Шустер руководит «Вокальным адреналином», Андерсон — «Соловьями». Курт, за несколько месяцев до этого расторгнувший помолвку с Блейном, приезжает, чтобы вернуть бывшего жениха, но тот встречается с Дэйвом Карофски. Стремясь преодолеть череду неудач, Берри и Хаммелл решают возродить хоровой кружок. |                 |                                    |                                |                                       |                           |
| 110 (6.02) | 9 января 2015   | Homecoming                         | Возвращение домой              | Райан Мёрфи                           | Брэдли Бакер              |
| Мерседес, Арти, Пак, Куинн, Сантана, Бриттани и Тина приезжают в родной город, чтобы принять участие во встрече выпускников и помочь Рэйчел и Курту с поиском талантов. Джейн, первая девушка — студентка «Далтона», пытается также стать первой девушкой в «Соловьях». После неудачи она присоединяется к хору Маккинли вместе с новичками Родериком, Мейсоном и Мэдисон. Сью просит футболиста Спенсера помочь ей в борьбе с «Новыми горизонтами». |                 |                                    |                                |                                       |                           |
| 111 (6.03) | 16 января 2015  | Jagged Little Tapestry             | Искромсанный маленький гобелен | Брэд Фэлчак                           | Пол Маккрейн              |
| Хор исполняет песни из альбомов «Jagged Little Pill» Аланис Мориссетт и «Tapestry» Кэрол Кинг. Курт и Рэйчел учатся вместе руководить кружком. Блейн и Дэйв съезжаются. Сантана делает предложение Бриттани. Отношения Бекки и её бойфренда Даррелла вызывают непонимание окружающих. Бист признаётся Сэму и Сью, что по причине гендерной дисфории намерена пройти курс коррекции пола. |                 |                                    |                                |                                       |                           |
| 112 (6.04) | 23 января 2015  | The Hurt Locker                    | Повелитель бури. Часть 1       | Иэн Бреннан                           | Иэн Бреннан               |
| Директор Сильвестр реализует свой новый план борьбы с хором, устроив предварительные соревнования между «Новыми горизонтами», «Вокальным адреналином» и «Соловьями», несмотря на явную неготовность учеников Маккинли конкурировать с более опытными соперниками. С помощью гипноза она заставляет Сэма оказывать знаки внимания Рэйчел и воровать почту Уилла, чтобы помешать им спокойно готовиться к конкурсу. Также Сью пытается снова свести Курта и Блейна, для чего активно вмешивается в отношения последнего с Дэйвом. Тем временем, Хаммелл оказывается на свидании с пятидесятилетним Уолтером, недавно осознавшим свою гомосексуальность.            |                 |                                    |                                |                                       |                           |
| 113 (6.05) | 30 января 2015  | The Hurt Locker, Part 2            | Повелитель бури. Часть 2       | Иэн Бреннан                           | Барбара Браун             |
| Сью провозглашает себя судьёй уже начавшихся соревнований и на ходу меняет правила. Сэму и Рэйчел удаётся привлечь Китти и Спенсера в свою команду. Блейн и Курт вынуждены провести несколько часов запертыми наедине. Уилл понимает, что конфликт с бывшими учениками был подстроен. Солист «Вокального адреналина» Клинт приходит в бешенство из-за неудачи своего хора. |                 |                                    |                                |                                       |                           |
| 114 (6.06) | 6 февраля 2015  | What the World Needs Now           | То, что сейчас нужно миру      | Майкл Хичкок                          | Барбара Браун             |
| Тема недели — песни композитора Берта Бакарака. Родители Бриттани говорят ей, что она биологическая дочь Стивена Хокинга. Сантана пытается помириться с бабушкой, страдающей гомофобными предрассудками. Арти становится организатором предстоящей свадьбы девочек. Рэйчел пробуется на роль в новом мюзикле. Мерседес и Сэм ставят точку в своих отношениях. |                 |                                    |                                |                                       |                           |
| 115 (6.07) | 13 февраля 2015 | Transitioning                      | Переход                        | Мэттью Ходжсон                        | Данте Ди Лорето           |
| Тренер Шелдон Бист впервые появляется в школе после операции. Рэйчел расстроена из-за необходимости покинуть проданный отцом дом, поэтому Сэм устраивает для неё вечеринку. Блейн чувствует, что всё ещё любит Курта, и расстаётся с Дэйвом. Непонимание между Уиллом и участниками «Вокального адреналина» достигает критического предела, заставляя его задуматься о смене работы. |                 |                                    |                                |                                       |                           |
| 116 (6.08) | 20 февраля 2015 | A Wedding                          | Свадьба                        | Росс Максвелл                         | Брэдли Бакер, Иэн Бреннан |
| Родственники и друзья Бриттани и Сантаны собираются на торжественной церемонии в Индиане, где, в отличие от Огайо, легализованы однополые браки. С помощью Сью, виновницы торжества уговаривают Блейна и Курта заключить союз одновременно с ними. Рэйчел боится, что Кэрол и Бёрт негативно воспримут её отношения с Сэмом. Тина намеревается сделать предложение Майку, но Арти считает этот шаг необдуманным. |                 |                                    |                                |                                       |                           |
| 117 (6.09) | 27 февраля 2015 | Child Star                         | Юная звезда                    | Нед Мартел                            | Майкл Хичкок              |
| Чтобы получить звание «Директора года», Сью берётся организовать бар-мицву для Майрона — избалованного племянника школьного инспектора Харриса. Спенсер помогает Родерику с занятиями спортом, так как хочет произвести впечатление на его друга Алистера. Мейсон пытается сблизиться с Джейн, но для этого ему нужно избавиться от гиперопеки со стороны Мэдисон. |                 |                                    |                                |                                       |                           |
| 118 (6.10) | 6 марта 2015    | The Rise and Fall of Sue Sylvester | Взлёт и падение Сью Сильвестр  | Джессика Мейер                        | Энтони Хемингуэй          |
| Сью увольняют с должности директора, после чего она становится новым тренером «Вокального адреналина». Из-за пожара, уничтожившего школу «Далтон», члены «Соловьёв» присоединяются к «Новым горизонтам». Рэйчел получает возможность вернуться на Бродвей или продолжить обучение в академии драматических искусств. |                 |                                    |                                |                                       |                           |
| 119 (6.11) | 13 марта 2015   | We Built This Glee Club            | Мы создали этот хоровой кружок | Аристотель Козакис                    | Хоакин Седилло            |
| «Новые горизонты» и «Вокальный адреналин» — основные конкуренты на отборочных соревнованиях. Спенсер серьёзно травмирует ногу во время репетиции и не может танцевать без инъекции обезболивающего. Потенциальным партнёром Рейчел по новому мюзиклу оказывается Джесси Сент-Джеймс. |                 |                                    |                                |                                       |                           |
| 120 (6.12) | 20 марта 2015   | 2009                               | 2009                           | Райан Мёрфи, Брэд Фэлчак, Иэн Бреннан | Пэрис Барклай             |
| 2009 год. Вопреки скептическому настрою своей жены Терри, директора Фиггинса и тренера Сильвестр, Уилл Шустер берёт на себя руководство хоровым кружком. Отец Курта, страдающего депрессией из-за нападок сверстников, советует сыну найти друзей и хобби. Познакомившись в кафетерии с Рэйчел, он узнаёт о наборе в «Новые горизонты». Тина и Арти приходят на прослушивание, поспорив с приятелями. Мерседес не уверена, что ей стоит переходить от выступлений в церкви к пению на школьной сцене. Появление в хоре квотербека Финна Хадсона остальные участники встречают настороженно.                                                                      |                 |                                    |                                |                                       |                           |
| 121 (6.13) | 20 марта 2015   | Dreams Come True                   | Мечты сбываются                | Райан Мёрфи, Брэд Фэлчак, Иэн Бреннан | Брэдли Бакер              |
| Уилла назначают директором школы Маккинли, которая отныне должна специализироваться на искусстве и творчестве. Его преемником в должности руководителя «Новых горизонтов» становится Сэм. Мерседес приглашают поучаствовать в мировом турне Бейонсе. Действие переносится в 2020 год, показывая, как сложились судьбы главных героев 5 лет спустя. Рэйчел выигрывает премию «Тони», выходит замуж за Джесси и вынашивает ребёнка для Курта и Блейна. Тина снимается в новом фильме Арти. Сью избирается на пост вице-президента в паре с Джебом Бушем. В финале хористы и их наставники встречаются в школьном концертном зале, который носит имя Финна Хадсона. |                 |                                    |                                |                                       |                           |